# Кунц, Мария Владимировна
Мария Владимировна Кунц (в замужестве Сибирцева; 1867—1923) — русская учительница, участница Гражданской войны в России. В годы войны её называли «стальной женщиной Красного Владивостока».

## Биография
Родилась в 1867 году.
Была замужем за народовольцем, учёным (кандидат естественных наук) — Михаилом Яковлевичем Сибирцевым. У них родилось трое детей: Вероника, Игорь, Всеволод (погиб вместе с Сергеем Лазо). Во Владивостоке семья Сибирцевых поселилась в 1897 году.
С 1913 года была начальницей прогимназии во Владивостоке, преподавала делопроизводство, естествознание, занималась хозяйственными делами, возглавляла попечительский и педагогический советы. Под её руководством созданное Сибирцевой «Общество детских развлечений» организовало детскую библиотеку и издавало свой журнал «Детский труд». Позже они с мужем потратили собственные средства на строительство своей школы, которая сначала располагалась в их собственном доме, а потом переехала в бывшую казарму № 8 Сибирского флотского экипажа.
В период Гражданской войны, весной 1919 года, белые войска разместили в школах Владивостока свои части. В 1919—1920 годах гимназия Марии Сибирцевой арендовала помещение в китайской школе, где в 1920 году состоялся первый выпуск гимназии. Летом 1920 года, после гибели сына Всеволода, Сибирцевы передали гимназию городу. В дань уважения к деятельности Марии Владимировны гимназии было присвоено её имя. Продолжая работать в гимназии, вела уроки естествоведения и делопроизводства.
Мария Владимировна стала связной подпольного большевистского центра Владивостока. С 1921 года — сотрудница отдела по работе среди женщин губкома РКП(б). В декабре 1921 года была арестована, и созданная ею гимназия была переименована во «Владивостокскую смешанную гимназию, бывшую Сибирцевой». В августе 1922 года городская управа Владивостока приняла решение не финансировать гимназию, но по просьбе родительского и попечительского советов единственная в городе гимназия осталась.
Летом 1922 года Сибирцева была вторично арестована. В октябре 1922 года бежала и с помощью рабочих вернулась к своей семье.
Умерла 23 ноября 1923 года.
Сестра Марии — Антонина Владимировна Кунц, была матерью писателя Александра Фадеева.

## Память
В 1923 году гимназия была реорганизована в школу II ступени № 3, а в знак особого уважения к М. В. Сибирцевой школе возвратили её имя. С 1929 года школа им. М. В. Сибирцевой стала фабрично-заводской школой № 9. В 1932 году она была объединена с семилетней школой № 2. В 1935 году имя Марии Сибирцевой в названии школы исчезло, а восстановлено было только в 1980 году.